# Tetrablemmidae
Tetrablemmidae  (лат.) — семейство пауков из подотряда аранеоморфных (Araneomorphae). К семейству относят 135 вида, объединяемых в 30 родов. Большая часть видов обитает в Юго-Восточной Азии. Также известны представители из Африки, Центральной и Южной Америки и Южной Австралии. В ископаемом состоянии известно из бирманского, балтийского и доминиканского янтарей.

## Роды
- Ablemma Roewer, 1963 (Юго-Восточная Азия)
- Afroblemma Lehtinen, 1981 (Африка)
- Anansia Lehtinen, 1981 (Африка)
- Bacillemma Deeleman-Reinhold, 1993 (Таиланд)
- Borneomma Deeleman-Reinhold, 1980 (Борнео)
- Brignoliella Shear, 1978 (Юго-Восточная Азия)
- Caraimatta Lehtinen, 1981 (Центральная Америка)
- Choiroblemma Bourne, 1980 (Индия)
- Cuangoblemma Brignoli, 1974 (Ангола)
- Fallablemma Shear, 1978 (Самоа, Сулавеси)
- Gunasekara Lehtinen, 1981 (Шри-Ланка)
- Hexablemma Berland, 1920 (Кения)
- Indicoblemma Bourne, 1980 (Таиланд, Индия)
- Lamania Lehtinen, 1981 (Юго-Восточная Азия)
- Maijana Lehtinen, 1981 (Ява)
- Mariblemma Lehtinen, 1981 (Сейшельские острова)
- Matta Crosby, 1934 (Бразилия, Мексика)
- Micromatta Lehtinen, 1981 (Белиз)
- Monoblemma Gertsch, 1941 (Бразилия, Колумбия, Панама)
- Paculla Simon, 1887 (Юго-Восточная Азия)
- Pahanga Shear, 1979 (Юго-Восточная Азия)
- Perania Thorell, 1890 (Юго-Восточная Азия)
- Rhinoblemma Lehtinen, 1981
- Sabahya Deeleman-Reinhold, 1980 (Борнео)
- Shearella Lehtinen, 1981 (Мадагаскар, Шри-Ланка)
- Singalangia Lehtinen, 1981 (Суматра)
- Singaporemma Shear, 1978 (Вьетнам, Сингапур)
- Sulaimania Lehtinen, 1981 (Малайзия)
- Tetrablemma O. P-Cambridge, 1873 (Юго-Восточная Азия, Африка, Микронезия)